# 映画 忍たま乱太郎
『映画 忍たま乱太郎』（えいが にんたまらんたろう）は、1996年6月29日に公開された、アニメ『忍たま乱太郎』の映画作品。上映時間約47分。同時上映作品は『はむこ参る!』『トイレの花子さん』。

## ストーリー
とある城にて城主から依頼を受ける山田利吉、その内容はドクタケ忍者隊に盗まれた巻物を取り戻す事。それは明から取り寄せた古い秘伝書で〝軽身剤〟と呼ばれる秘薬の製法が書かれていた。
忍術学園は夏休みの登校日。学園長が輸入した硝石の運搬を手伝っていたしんべヱと団蔵は、ドクタケ忍者隊を率いた稗田八方斎に急襲され積荷を全て奪われてしまう。団蔵はドクタケ忍者隊の後を追い、くの一教室の力を借りたしんべヱは忍術学園に向かう。一報を聞いた乱太郎達一年は組は、団蔵救出する為ドクタケ城の出城へと走り出す。

## キャスト
- 猪名寺乱太郎 - 高山みなみ
- 摂津のきり丸 - 田中真弓
- 福富しんべヱ - 鈴木みえ
- 山田伝蔵〈山田先生〉 - 大塚周夫
- 土井半助〈土井先生〉 - 関俊彦
- 大川平次渦正〈学園長〉 - 辻村真人
- ヘムヘム - 松尾銀三
- 山田利吉 - 岡野浩介
- 食堂のおばちゃん - 巴菁子
- 戸部新左ヱ門〈戸部先生〉、雨鬼 - 掛川裕彦
- 山本シナ - 勝生真沙子
- ユキ - 丹下桜
- トモミ、加藤団蔵、夢前三治郎 - 江森浩子
- 大川シゲ、笹山兵太夫 - むたあきこ
- 黒木庄左ヱ門 - 松井摩味
- 山村喜三太 - 鈴木富子
- 二郭伊助 - 佐藤智恵
- 皆本金吾 - 渡辺久美子
- 猪名寺平之介〈乱太郎の父〉 - 西川幾雄
- 乱太郎の母 - 水原リン
- しんべヱのパパ - 緒方賢一
- 加藤飛蔵 - 稲葉実
- 兵庫第三協栄丸 - 塩屋浩三
- 木野小次郎竹高 - 加藤精三
- 稗田八方斎 - 飯塚昭三
- 風鬼 - 笹岡繁蔵
- 雪鬼 - 山崎たくみ
- 雲鬼 - 中嶋聡彦
- 薬剤師 - 茶風林
- 門番 - 柳沢栄治
- 月鬼 - 山本淳一 ※友情出演

## スタッフ
- 総監督 - 芝山努
- 脚本 - 浦沢義雄
- 音楽 - 馬飼野康二
- 監督・絵コンテ - 小林常夫
- キャラクターデザイン - 藤森雅也
- 作画監督 - 藤森雅也、木村文代
- 美術監督 - 川井憲
- 音響監督 - 大熊昭
- 撮影監督 - 斎藤秋男
- プロデューサー - 岡村雅裕
- アニメーション制作 - 亜細亜堂
- 総合プロデューサー - 久保田弘
- 制作 - 総合ビジョン
- レイアウト - 海谷敏久
- 美術設定 - 浜名お孝
- オープニングアニメーション - 船越英之
- 色彩設定 - 一瀬美代子
- プロデューサー補 - 松山竜一郎
- 制作担当 - 鶴岡吉博
- 設定制作 - 根岸宏樹
- 制作進行 - 道下直樹、赤堀大輔
- 制作事務 - 小島恵
- デスク - 日下部頼子
- 製作 - 映画「忍たま乱太郎」製作委員会（松竹、総合ビジョン、ポニーキャニオン）
- 配給 - 松竹

## 主題歌
- オープニングテーマ「勇気100%」
  - 作詞：松井五郎 / 作曲・編曲：馬飼野康二 / 歌：光GENJI
- エンディングテーマ「にんにん忍たま音頭」
  - 作詞：秋元康 / 作曲・編曲：馬飼野康二 / 歌：SAY・S&忍たまファミリー
- 挿入歌 「こうしちゃいられない」
  - 作詞：松井五郎 / 作曲：馬飼野康二 / コーラス編曲：曳田修 / 歌：Junichi&JJr

## 映像ソフト
- 1996年12月にVHS（後に廃盤）、2012年11月にDVDが発売。